# Yossef Romano
Yossef Romano (in ebraico יוסף רומנו; Bengasi, 15 aprile 1940 – Monaco di Baviera, 5 settembre 1972) è stato un sollevatore israeliano.

## Biografia
Primo di undici fratelli di una famiglia giudaico-italiana residente a Bengasi, al termine della guerra si trasferì assieme alla famiglia in Israele, dove studiò come arredatore  d'interni. Servì inoltre l'esercito israeliano durante la guerra dei sei giorni. Era sposato e padre di tre figlie.

### Carriera sportiva
Iscritto al Hapoel Tel Aviv, vinse dieci titoli nazionali nella categoria dei pesi medi. Prese parte alla rappresentativa israeliana ai Giochi olimpici di Monaco di Baviera 1972, durante i quali rimediò un infortunio muscolare che lo obbligò ad interrompere la competizione. A causa di questo sarebbe dovuto rientrare in patria in anticipo per sottoporsi a un'operazione.

### La morte
Romano venne ucciso durante il Massacro di Monaco. La mattina del 5 settembre 1972 un gruppo di terroristi palestinesi dell'organizzazione Settembre Nero fece irruzione nelle palazzine del villaggio olimpico dove era alloggiata la rappresentativa israeliana, prendendo in ostaggio diversi atleti tra cui lo stesso Romano. Nonostante camminasse mediante l'ausilio di stampelle a causa dell'infortunio, tentò di resistere ai terroristi, venendo ucciso. Il suo corpo fu mostrato agli altri ostaggi, come monito a non tentare di resistere. A distanza di anni dall'uccisione, venne reso pubblico che l'atleta israeliano venne violentato, evirato e lasciato agonizzare davanti ai compagni di squadra.Di ciò però non si ebbe mai conferma ufficiale.